# 西北民歌
西北民歌是在中国西北部流行的民歌，大致有以下几种：
- 流行在陕西、山西北部和内蒙古西部等黄土高原地带（晋语区）的“信天游”。曲调高亢悠长嘹亮，飘逸游荡。曲调由各乐段多次反复构成，结构关系平衡、清晰。唱词一般两句为一段，各句字数没有限制，比较对称。第一句常用比、兴，下句才作具体的表述。

信天游的歌词多为描述男女之间爱情相思的情怀，叙述大胆直率，淳朴豪放，著名的民歌有《蓝花花》、《想亲亲》、《走西口》、《三十里铺》等。歌颂毛泽东的歌曲《东方红》也是由信天游改编而来的，具有信天游的曲调特色。
- 流行在甘肃南部、青海省和宁夏各民族的“花儿”。曲调基调高亢、粗犷，节奏以三拍子为主同时具有缠绵、悲伤的感情色彩。各民族的曲调各有其特点，如，《东乡令》、《保安令》、《撤拉令》、《土族令》、回族的《马营令》、汉族的《河州三令》等。歌词多为情歌。

- 新疆各民族的民歌，目前在中国各地流行的多为王洛宾整理汉译的歌曲，如《掀起你的盖头来》、《青春舞曲》、《达坂城的姑娘》等。新疆民歌由于主要出自信仰伊斯兰教的少数民族，旋律多受阿拉伯音乐的影响。